# T30
Il carro armato T30 fu un progetto di carro armato pesante statunitense sviluppato contemporaneamente al T29 durante la seconda guerra mondiale per contrastare i nuovi carri armati tedeschi. I primi modelli iniziarono ad essere costruiti nell'aprile del 1945 e furono consegnati nel 1947. Il cannone principale sparava munizioni semi-fisse.
Una variante progettata, il T30E1, aveva un boccaporto supplementare per l'espulsione degli involucri delle granate. Un'altra variante di questo carro armato era il T30E2. I proiettili del T30 pesavano circa 61 kg in totale: 43 kg di proiettile e 18 kg di propellente. Questo rendeva molto difficoltoso il trasporto e il caricamento delle testate.
Una variante progettata nel periodo post-bellico era il T58, in cui la torretta convenzionale fu sostituita con una nuova versione che permise l'implementazione di un sistema di caricamento automatizzato.